# Кэрсивин
Кэрсивин (Кахерсивин; англ. Cahirciveen; ирл. Cathair Saidhbhín) — (переписной) посёлок в Ирландии, находится в графстве Керри (провинция Манстер).
Известным уроженцем посёлка был Дэниэл О'Коннелл, ирландский политик XIX века.

## Демография
Население — 1294 человека (по переписи 2006 года). В 2002 году население составляло 1272.
Данные переписи 2006 года:
| Общие демографические показатели |               |                               |                               |      |      |
| Всё население                    | Всё население | Изменения населения 2002—2006 | Изменения населения 2002—2006 | 2006 | 2006 |
| 2002                             | 2006          | чел.                          | %                             | муж. | жен. |
| 1272                             | 1294          | 22                            | 1,7                           | 668  | 626  |

В нижеприводимых таблицах сумма всех ответов (столбец «сумма»), как правило, меньше общего населения населённого пункта (столбец «2006»).
| Религия (Тема 2 — 5 : Число людей по религиям, 2006) |             |                |             |            |       |      |
| Католики, чел.                                       | Католики, % | Другая религия | Без религии | не указано | сумма | 2006 |
| 1133                                                 | 87,6        | 33             | 47          | 81         | 1294  | 1294 |

| Этно-расовый состав (Этничность. Тема 2 - 3 : Постоянное население по этническому или культурному происхождению, 2006) |            |              |       |        |        |            |       |       |
| Белые ирландцы | Лухт-шулта | Другие белые | Негры | Азиаты | Другие | Не указано | сумма | 2006  |
| 1053 | 0          | 126          | 0     | 6      | 12     | 81         | 1278  | 1294  |
| Доля от всех отвечавших на вопрос, %                                                                                   |            |              |       |        |        |            |       |       |
| 82,4 | 0,0        | 9,9          | 0,0   | 0,5    | 0,9    | 6,3        | 100   | 98,81 |

1 — доля отвечавших на вопрос о языке от всего населения.
| Владение ирландским языком (Тема 3 — 1 : Число людей от 3 лет и старше по способности говорить по-ирландски, 2006) |      |            |       |       |
| Владеете ли Вы ирландским языком?                                                                                  |      |            |       |       |
| Да | Нет  | Не указано | сумма | 2006  |
| 569 | 588  | 90         | 1247  | 1294  |
| Доля от всех отвечавших на вопрос о языке, %                                                                       |      |            |       |       |
| 45,6 | 47,2 | 7,2        | 100   | 96,41 |

1 — доля отвечавших на вопрос о языке от всего населения.
| Использование ирландского языка (Тема 3 - 2 : Говорящие по-ирландски от 3 лет и старше по частоте использования ирландского языка, 2006) |                                                            |                                               |                                               |                                               |                                               |                                               |       |                                     |      |
| Как часто и где Вы говорите по-ирландски?                                                                                                |                                                            |                                               |                                               |                                               |                                               |                                               |       |                                     |      |
| ежедневно, только в образовательных учреждениях                                                                                          | ежедневно, как в образовательных учреждениях, так и вне их | в других местах (вне образовательной системы) | в других местах (вне образовательной системы) | в других местах (вне образовательной системы) | в других местах (вне образовательной системы) | в других местах (вне образовательной системы) | сумма | всего, отвечавших на вопрос о языке | 2006 |
| ежедневно, только в образовательных учреждениях                                                                                          | ежедневно, как в образовательных учреждениях, так и вне их | ежедневно                                     | каждую неделю                                 | реже                                          | никогда                                       | не указано                                    | сумма | всего, отвечавших на вопрос о языке | 2006 |
| 121 | 7                                                          | 22                                            | 39                                            | 277                                           | 93                                            | 10                                            | 569   | 1247                                | 1294 |
| Доля от всех отвечавших на вопрос о языке, %                                                                                             |                                                            |                                               |                                               |                                               |                                               |                                               |       |                                     |      |
| 9,7 | 0,6                                                        | 1,8                                           | 3,1                                           | 22,2                                          | 7,5                                           | 0,8                                           | 45,6  | 100                                 |      |

| Типы частных жилищ (Тема 6 - 1(a) : Число частных домовладений по типу размещения, 2006) |          |         |                 |            |       |      |
| Отдельный дом                                                                            | Квартира | Комната | Переносные дома | не указано | сумма | 2006 |
| 411                                                                                      | 39       | 5       | 0               | 42         | 497   | 1294 |